# Freedom (album Akona)
Freedom – trzeci studyjny album Akona, którego światowa premiera odbyła się 2 grudnia 2008 roku. Album oryginalnie miał nosić nazwę Acquitted. Jest to pierwszy album Akona który nie posiada znaku Parental Advisory, lecz w albumie jest trochę treści dla dorosłych. Krążek promuje inauguracyjny singel "Right Now (Na Na Na)".

## Lista utworów
| #   | Tytuł                                                                                    |      |
| --- | ---------------------------------------------------------------------------------------- | ---- |
| 1.  | "Beautiful" (featuring Colby O’Donis & Kardinal Offishall) Produkcja: Akon, Jaylien 2010 | 5:13 |
| 2.  | "Right Now (Na Na Na)" Produkcja: Akon, Giorgio Tuinfort                                 | 4:01 |
| 3.  | "Keep You Much Longer" Produkcja: Akon, Giorgio Tuinfort                                 | 4:18 |
| 4.  | "Troublemaker" (featuring Sweet Rush) Produkcja: Akon, Timothy Walls                     | 3:57 |
| 5.  | "We Don’t Care" Produkcja: Akon, Giorgio Tuinfort                                        | 3:34 |
| 6.  | "I’m So Paid" (featuring Young Jeezy & Lil Wayne) Produkcja:Akon, Detail                 | 3:26 |
| 7.  | "Holla Holla" (featuring T-Pain) Produkcja: Akon, T-Pain                                 | 3:00 |
| 8.  | "Against the Grain" (featuring Ray Lavender) Produkcja: Akon, RedOne                     | 3:46 |
| 9.  | "Be with You" Produkcja: Akon, Hakim                                                     | 3:49 |
| 10. | "Sunny Day" (featuring Wyclef Jean) Produkcja: Akon, RedOne                              | 3:15 |
| 11. | "Birthmark" Produkcja: Akon, Giorgio Tuinfort, Detail                                    | 3:59 |
| 12. | "Over the Edge" Produkcja: Akon, Giorgio Tuinfort                                        | 4:20 |
| 13. | "Freedom" Produkcja: Akon, Giorgio Tuinfort                                              | 4:12 |

| #   | Utwory bonusowe na brytyjskiej wersji płyty |      |
| --- | ------------------------------------------- | ---- |
| 14. | "Clap Again" Produkcja: Akon, Hakim         | 5:11 |